# Campionat de Zúric 1980
L'edició del 1980 fou la 65a del Campionat de Zuric. La cursa es disputà el 4 de maig de 1980, pels voltants de Zúric i amb un recorregut de 272 quilòmetres. El vencedor final fou el belga Gery Verlinden, que s'imposà per davant de Jean-Philippe Vandenbrande i Stefan Mutter.

## Classificació final
|    | Ciclista                   | Equip                 | Temps      |
| -- | -------------------------- | --------------------- | ---------- |
| 1  | Gery Verlinden             | Ijsboerke-Warncke Eis | 7h 23' 11" |
| 2  | Jean-Philippe Vandenbrande | Safir-Ludo            | m. t.      |
| 3  | Stefan Mutter              | TI-Raleigh            | m. t.      |
| 4  | Giuseppe Saronni           | Gis Gelati-Colnago    | + 18"      |
| 5  | Daniel Willems             | Ijsboerke-Warncke Eis | m. t.      |
| 6  | Alfons De Wolf             | Boule d'Or-Colnago    | m. t.      |
| 7  | Johan van der Velde        | TI-Raleigh            | m. t.      |
| 8  | Rudy Pevenage              | Ijsboerke-Warncke Eis | m. t.      |
| 9  | Marcel Summermatter        | Cilo-Aufina           | m. t.      |
| 10 | Pierre-Raymond Villemiane  | Renault-Gitane        | m. t.      |